# Rhabdiopteryx alpina
Rhabdiopteryx alpina är en bäcksländeart som beskrevs av Kühtreiber 1934. Rhabdiopteryx alpina ingår i släktet Rhabdiopteryx och familjen vingbandbäcksländor. Inga underarter finns listade i Catalogue of Life.